# Naked & Warm
Albums de Bill Withers
Making Music
(1974) Menagerie
(1976)
Singles
1. If I Didn't Mean You Well
Sortie : octobre 1976
2. Close to Me
Sortie : janvier 1977

Naked & Warm est le cinquième album studio de l'auteur-compositeur-interprète américain Bill Withers, sorti le 6 novembre 1976 chez Columbia Records.
L'album atteint la 41e place du classement des albums soul et la 169e place du classement des albums pop du magazine américain Billboard,. Deux singles sont extraits de l'album, If I Didn't Mean You Well et Close to Me, qui se sont classés à la 74e et 88e place du classement Hot Soul Singles, respectivement.

## Liste des titres
Toutes les chansons sont écrites et composées par Bill Withers.
| 1. | Close to Me                        | 3:55 |
| 2. | Naked & Warm (Heaven! Oh! Heaven!) | 5:47 |
| 3. | Where You Are                      | 3:54 |
| 4. | Dreams                             | 5:34 |

| 5. | If I Didn't Mean You Well | 3:04  |
| 6. | I'll Be with You          | 3:12  |
| 7. | City of the Angels        | 10:45 |
| 8. | My Imagination            | 4:52  |

## Crédits
Musiciens
- Bill Withers – chant principal, chœurs (3, 4)
- Benorce Blackmon – guitare (1, 2, 3, 6, 7, 8)
- Geoffrey Leib (en) – guitare (1-8), piano électrique (1, 7), piano acoustique (2, 3, 4, 6, 7)
- Clifford Coulter – Moog (1, 4, 5)
- Don Freeman – piano électrique (1-4, 6, 7), piano acoustique (5), synthétiseur (7)
- Youseff Rahman – piano électrique (2)
- Larry Nash – piano électrique (8)
- Jerry Knight (en) – basse (1, 3-7), chœurs (2)
- Melvin Dunlap (en) – basse (2)
- Larry Tolbert – batterie (1-7)
- Earl "Crusher" Bennett – congas (1, 3-7, sonnaille (1, 3-7), cliquette (1, 3-7), tambourin (1, 3-7), vibraslap (1, 3-7)
- Kwasi "Rocky" Dzidzornu (en) – congas (1, 3)
- Dorothy Ashby – harpe (2, 7, 8),  chant obbligato (2, 7, 8)
- Lenny Booker – chœurs (2)
- Lois Booker – chœurs (2)
- Helen Gonder  – chœurs (2)
- Marsha Johnson – chœurs (2)

### Production
- Bill Withers – producteur
- Bob Merritt – ingénieur du son
- Phil Jamtaas – assistant ingénieur du son
- Rick Smith – assistant ingénieur du son
- Bernie Grundman (en) – mastérisation
- Ken Anderson – conception
- Tom Steele – conception
- Elliot Gilbert – photographie de la pochette

Studios
- Enregistré au Record Plant (Los Angeles, Californie).
- Mastérisé aux A&M Studios (Hollywood, Californie).

## Classements hebdomadaires
| Classement (1976)          | Meilleure position |
| -------------------------- | ------------------ |
| États-Unis (Billboard 200) | 169                |
| États-Unis (Top Soul LPs)  | 41                 |